# Baureihe 646.0
De Baureihe 646.0 en Baureihe 646.2, ook wel GelenkTriebWagen genoemd, is een dieselelektrisch treinstel met lagevloerdeel voor het regionaal personenvervoer van de Deutsche Bahn (DB).

## Geschiedenis
Het treinstel werd ontworpen en voor een deel gebouwd door Stadler Rail. Het frame werd in licentie gebouwd door Bombardier

## Constructie en techniek
Het treinstel is opgebouwd uit een aluminium frame met een frontdeel van GVK. Het treinstel heeft een lagevloerdeel. Dit treinstel wordt aangedreven door een dieselmotor van MTU die een dynamo met twee elektromotoren aandrijft. Deze treinstellen kunnen tot drie stuks gecombineerd rijden. De treinstellen zijn uitgerust met luchtvering.

### Nummers
Het treinstel is als volgend genummerd:
- 946 001-5 + 646 001-8 + 949 501-4

## Treindiensten
De treinen worden door de Deutsche Bahn (DB) ingezet op de trajecten:
- Berlin - Neuruppin - Wittstock/Rheinsberg
- van Darmstadt

Dreieichbahn:
- Urberach - Offenthal

Kurhessenbahn:
- Korbach - Brilon Wald
- Kassel - Korbach Süd
- Marburg - Frankenberg (Eder)
- Marburg - Erndtebrück.

In december 2008 overgenomen van de Hessische Landesbahn.
- (Kassel-) Wabern - Bad Wildungen

## Foto's

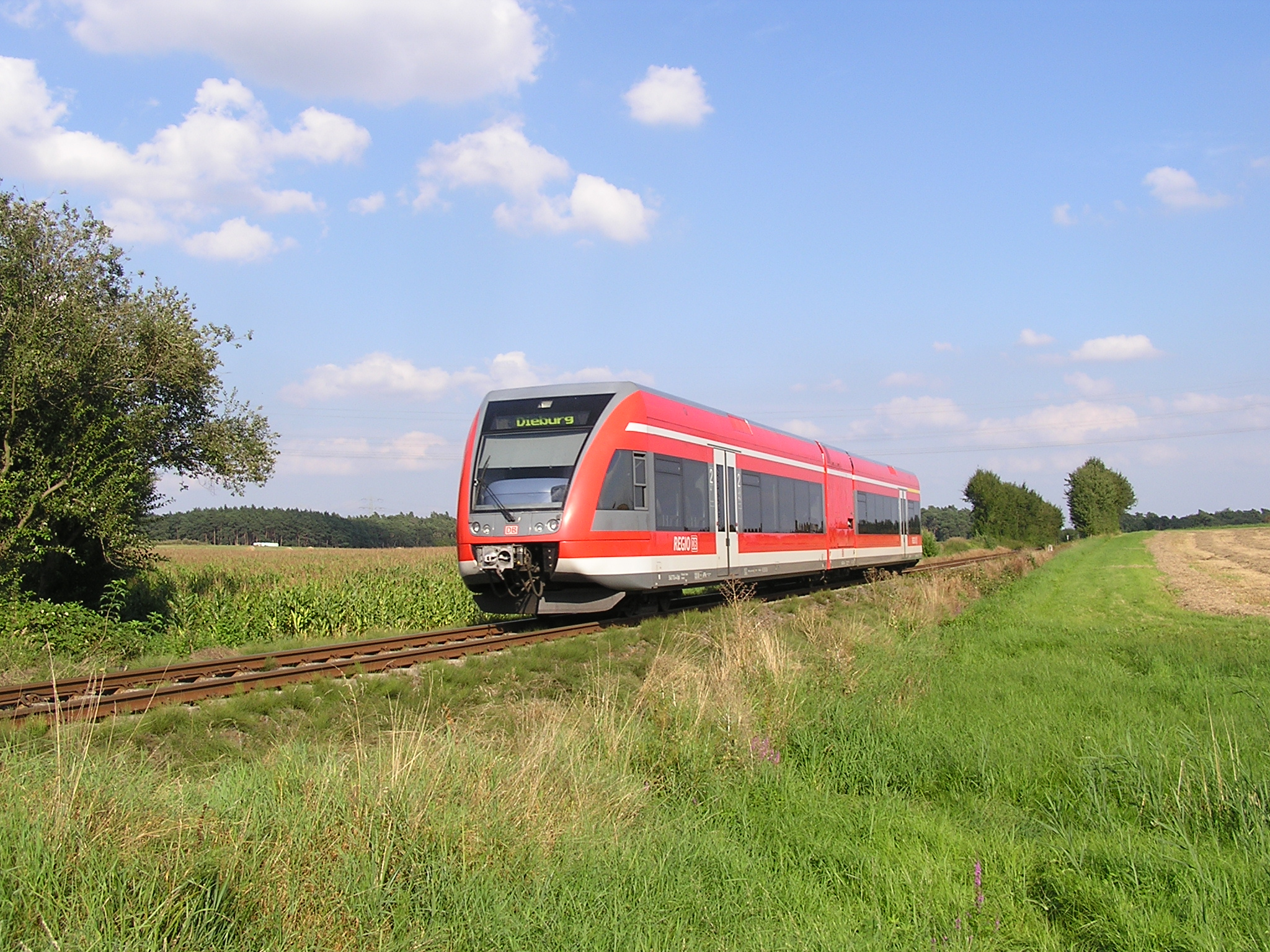
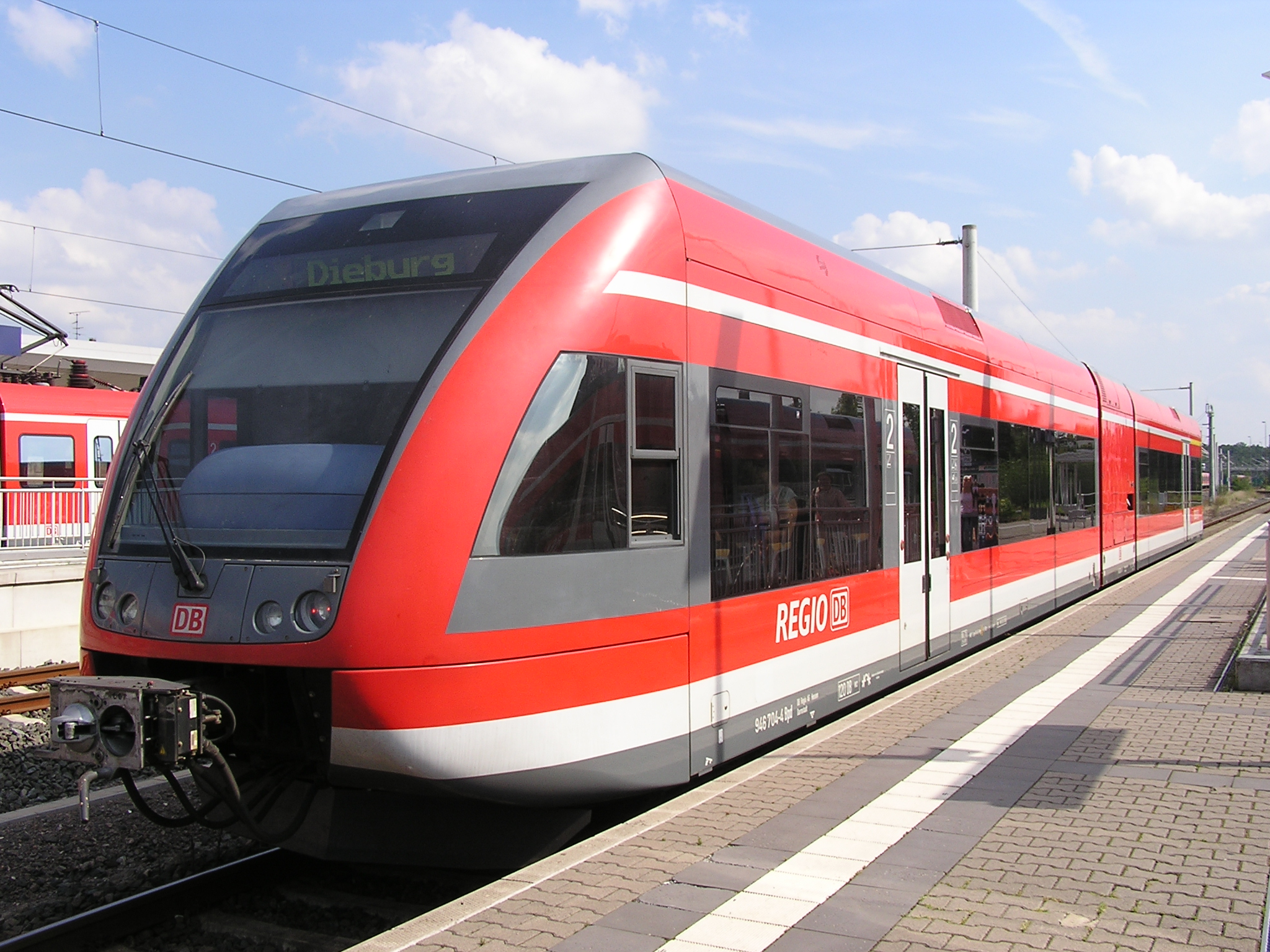

In dit overzicht staan eveneens treinen van de Deutsche Bundesbahn (DB) en van de Deutsche Reichsbahn (DR)